# Henry Winterfeld
Œuvres principales
- Les Enfants de Timpelbach (1937)
- L'Affaire Caïus (1953)
- Caïus et le gladiateur (1969)

Henry Winterfeld, né le 9 avril 1901 à Hambourg (Allemagne) et mort le 27 janvier 1990 à Machias, dans le Maine aux États-Unis, est un écrivain allemand de romans pour la jeunesse ayant écrit sous le pseudonyme de Manfred Michael.

## Biographie
Henry Winterfeld est né le 9 avril 1901 à Hambourg (Allemagne) et mort le 27 janvier 1990 aux États-Unis. Il a pour père Max Winterfeld (alias Jean Gilbert), compositeur et chef d'orchestre allemand. Son frère, Robert David Winterfeld (alias Robert Gilbert), était également compositeur.
Henry Winterfeld fait des études musicales au conservatoire Stern de Berlin avec Claudio Arrau. Il travaille comme pianiste et écrivain de scénarios et de pièces de théâtre. Dans la liste des œuvres du musicien, pianiste, compositeur et directeur de théâtre Rudolf Nelson (1878-1960), on trouve Henry Winterfeld aux côtés de Friedrich Hollaender, Hans H. Zerlett, Fritz Rotter et Franz Molnar (vraisemblablement Ferenc Molnár), on le retrouve en tant que coauteur de la revue Tombola (1929), Hans Albers joue d'ailleurs en 1923 au Nelson Theater Berlin dans la revue de variété Tombola.
En 1933, Henry Winterfeld imagine pour son fils Thomas (né en 1923), atteint de scarlatine, une histoire, à raison d'un épisode par jour. C'est ainsi qu'est né ce qui allait devenir son premier roman, Timpetill - Die Stadt ohne Eltern (Timpetill – la ville sans parents) ; ce roman est publié en 1937 en Suisse aux éditions DrR.Corrodi, sous le pseudonyme de Manfred Michael.
En raison de l'arrivée au pouvoir du National-socialisme, Henry Winterfeld émigre en 1933 en Autriche, puis en 1938 en France. Mais la France étant entrée en guerre en septembre 1939, les Allemands qui s'y trouvent alors, pour la plupart réfugiés ayant fui le nazisme, deviennent ainsi ennemis. À ce titre Henry Winterfeld, ainsi que 15 000 autres Allemands, juifs et non juifs, la plupart des hommes, furent arrêtés début octobre 1939. Ils sont regroupés dans un premier temps à Roland-Garros où ils restent une semaine en plein air, puis transférés et internés à Nevers. Pendant ce temps, Thomas, son fils, et Else, sa femme, restés à Paris, se démènent pour faire aboutir et accélérer leur demande de visa pour les États-Unis. Heureusement, Henry et de nombreux internés sont libérés avant mai 1940. On libérait avant tout les plus de 40 ans, les malades et ceux qui avaient pour épouse une Française. Henry Winterfeld avait de violents maux d'estomac… Libéré, Henry peut rejoindre sa famille à Paris ; le visa venant d'arriver, sa famille et lui peuvent, avant l'entrée des troupes allemandes, partir pour les États-Unis. Il prend la nationalité américaine en 1946 et y vit jusqu'à sa mort, à Roque Bluffs dans le comté de Washington (Maine).
Henry Winterfeld avait pour épouse Else Winterfeld. Cette dernière travaillait en tant que créatrice de jouets et déposa un brevet pour une poupée à trois têtes.
En 1953, Winterfeld écrit un second livre, L'Affaire Caïus (Caius ist ein Dummkopf, littéralement : Caïus est un âne), avec pour sujet des écoliers de la Rome antique et leurs aventures. Il y eut encore deux autres volumes dans cette série des Caïus : ils ont encore du succès aujourd’hui.
Il rédige ses œuvres essentiellement en allemand ; elles furent traduites en de nombreuses langues (italien, français, anglais, norvégien, suédois, néerlandais, japonais, croate...).
La version italienne de Les Enfants de Timpelbach - livre où l'organisation démocratique et l'autogestion sont mises en avant - fut même publiée sous Mussolini en 1942 par une maison d'édition - Genio - où figuraient de nombreux livres fascistes.
A noter que cette même version italienne de Les Enfants de Timpelbach, La città senza genitori, était encore rééditée, en 1997, sous le pseudonyme de Manfred Michael.

## Œuvre
- Les Enfants de Timpelbach (Timpetill, 1937)

- L'Affaire Caïus (Caius ist ein Dummkopf, 1953)

- Tombée du ciel (Kommt ein Mädchen geflogen, 1956)

- Télégramme de Liliput (Telegramm aus Lilliput, 1958)

- Qui est Paméla?  (Pimmi Pferdeschwanz, 1967)

- Caïus et le Gladiateur (Caius geht ein Licht auf, 1969)

- Der Letzte der Sekundaner (1971)

- Caius in der Klemme (1976)

## Adaptation au cinéma
- 2008 : Les Enfants de Timpelbach, film français de Nicolas Bary avec, dans les seconds rôles, Carole Bouquet et Gérard Depardieu.

- Un scénario est en cours d’écriture[évasif] pour le roman Caius, der Lausbub aus dem alten Rom (littéralement, Caius, le garnement de la Rome antique). Le producteur est Ulrich Limmer et la réalisation de Marcus H. Rosenmüller. Ceci est annoncé dans Film News Bayern (6/2007 Octobre S. 28).